# 趙晟 (清朝)
趙晟（？年—？年），福建漳州府龍溪縣人，清朝政治人物。

## 生平
由拔貢，康熙三十五年任順慶府通判。